# Plantago jujuyensis
Plantago jujuyensis är en grobladsväxtart som beskrevs av Rahn. Plantago jujuyensis ingår i släktet kämpar, och familjen grobladsväxter. Inga underarter finns listade i Catalogue of Life.